# Gillespie, Kidd & Coia

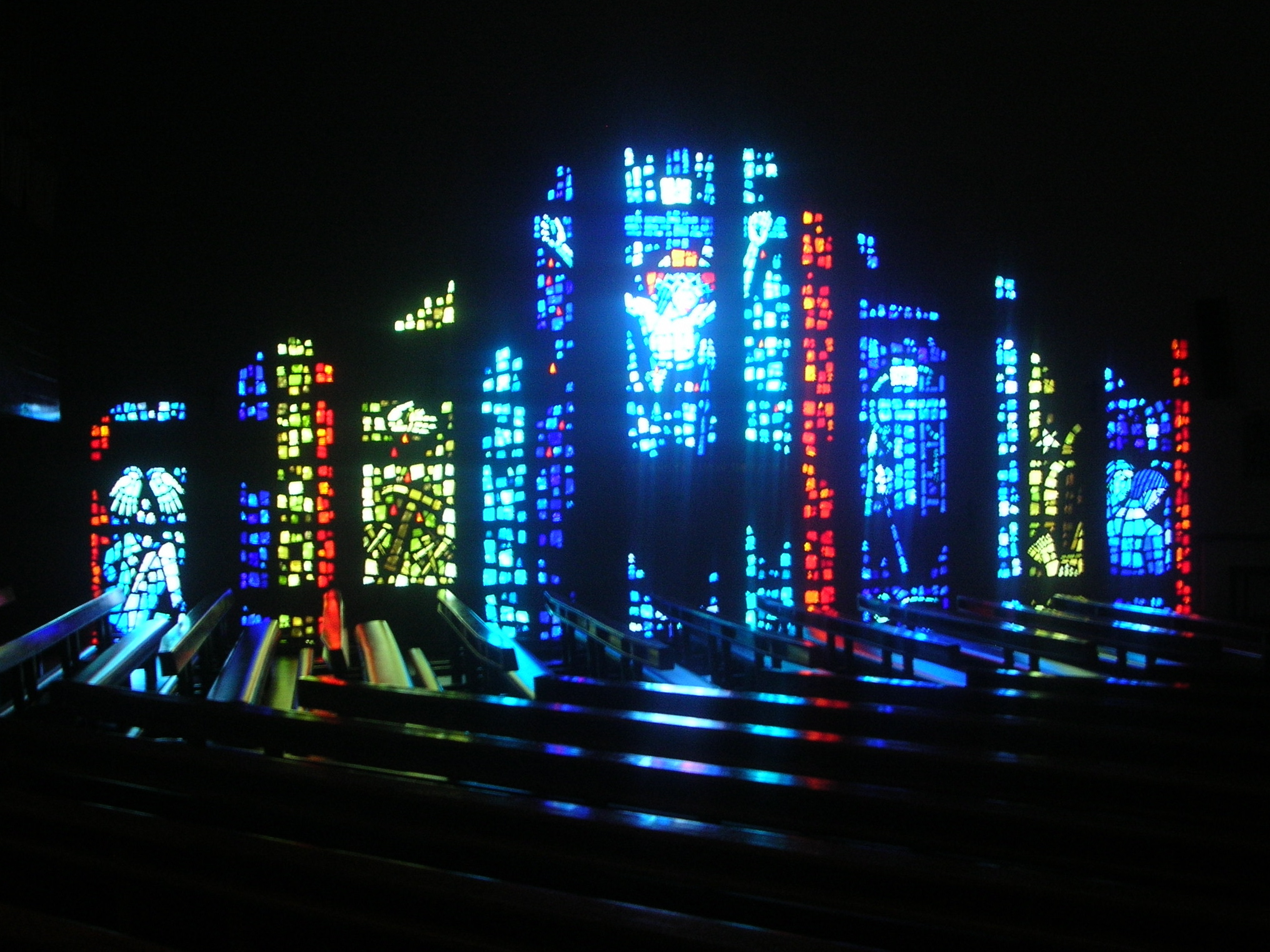
Sacred Heart Church i Cumbernauld.

Gillespie, Kidd & Coia var en skotsk arkitektbyrå som verkade mellan åren 1927 och 1986. I efterkrigstidens Skottland fokuserade och specialiserade sig firman på katolska kyrkobyggnader och diverse universitetsbyggnader. Stilen i firmans verk var ofta starkt förankrad i modernismen, med inspiration från den samtida Le Corbusier, vilket blandades med element från traditionellt brittisk arkitektur. Förutom kyrkor i Glasgowområdet ritade man universitetslokaler i Cambridge och Oxford, samt prästseminariet St. Peter's College i Cardross.